# Friedhof Hoya
Der Friedhof Hoya befindet sich in Hoya, einer Stadt im niedersächsischen Landkreis Nienburg/Weser.
Der Begräbnisplatz für die Verstorbenen aus der evangelischen Kirchengemeinde Hoya liegt am Westrand von Hoya. Der kirchliche Friedhof, an dessen südlichem Rand die Von-Kronenfeldt-Straße verläuft, ist ca. 270 Meter lang und maximal ca. 140 Meter breit. 

## Geschichte
Der Friedhof wurde 1837 oder davor angelegt, die erste Beerdigung erfolgte 1837. Die Friedhofskapelle wurde 1957 errichtet und 1973/74 erweitert. Es existiert ein Glockenträger mit einer Läuteglocke (Gründungsjahr 1942), die 2004 aus der profanierten katholischen Sankt-Raphael-Kirche in Eystrup übernommen wurde.
Ein kirchlicher Friedhof, der bis etwa 1800 genutzt wurde, lag rund um die Kirche. Der danach angelegte Friedhof südöstlich der Kirche wurde bis 1835/37 genutzt, das Gelände ist heute ein Bürgerpark.

## Besonderheiten
Auf dem Friedhof unmittelbar an der Von-Kronenfeld-Straße ruhen in einem Gräberfeld insgesamt 21 Tote der nationalsozialistischen Gewaltherrschaft: 
- drei polnische Zwangsarbeiter und eine polnische Zwangsarbeiterin, vier russische und zwei ukrainische Zwangsarbeiter, davon vier Frauen aus der ehemaligen Sowjetunion, und ein slowakischer Zwangsarbeiter. Die meisten sind 1944/45 verstorben, einige davon durch Luftangriffe.
- sechs Kleinkinder von polnischen, drei Kleinkinder von ukrainischen Zwangsarbeiterinnen sowie ein Kleinkind einer russischen Zwangsarbeiterin. Die Hälfte dieser Kinder starb im sogenannten "Ausländerkinderheim" Oerdinghausen 1944.
- Eine dem Gräbergesetz entsprechende würdige Herrichtung der bisherigen Anlage ist am 4. März 2016 erfolgt.[2]